# Hemerocoetes artus
Hemerocoetes artus és una espècie de peix de la família dels percòfids i de l'ordre dels perciformes.

## Etimologia
Hemerocoetes prové del mot grec hemerokoites (una mena de peix), mentre que la paraula llatina artus (estret) fa referència al seu espai interorbitari relativament estret.

## Descripció
Cap moderadament deprimit a la zona anterior i només feblement arrodonit en secció transversal dorsal. Espai interorbitari relativament estret. Dents còniques i curtes a les mandíbules inferior i superior (la filera més interna és la més allargada, més fins i tot que en Hemerocoetes morelandi). Nombroses dents curtes i còniques al vòmer en grups ben separats els uns dels altres. Palatins sense dents. Llengua llarga i lliure. Aletes pelvianes ben separades i amb 20 radis. Radis de les aletes dorsal i caudal força pigmentats. Està estretament relacionada i és molt similar a Hemerocoetes macrophthalmus, de la qual es diferencia per la manca de radis ramificats a l'aleta dorsal.

## Alimentació
El seu nivell tròfic és de 3 i és depredat per Caelorinchus aspercephalus, Macruronus novaezelandiae, Paranotothenia microlepidota i Genypterus blacodes.

## Hàbitat i distribució geogràfica
És un peix marí, demersal (entre 95 i 549 m de fondària) i de clima subtropical, el qual viu al Pacífic sud-occidental: és un endemisme de Nova Zelanda (des de les illes Chatham fins a les illes Auckland i Campbell, 44,3-52,9° S).

## Observacions
És inofensiu per als humans i el seu índex de vulnerabilitat és moderat (36 de 100).